# Moutiers (Meurthe-et-Moselle)
Moutiers ist eine französische Gemeinde mit 1.591 Einwohnern (Stand: 1. Januar 2022) im Département Meurthe-et-Moselle in der Region Grand Est (bis 2015 Lothringen). Sie gehört zum Arrondissement Val-de-Briey und ist Mitglied im Gemeindeverband Communauté de communes Orne Lorraine Confluences. Die Bewohner werden Moustériens und Moustériennes genannt.

## Geografie
Moutiers liegt etwa 19 Kilometer nordwestlich von Metz am Fluss Woigot, einem Nebenfluss der Orne. Umgeben wird Moutiers von den Nachbargemeinden Val de Briey im Norden, Homécourt im Osten und Südosten, Auboué im Südosten, Valleroy im Süden sowie Les Baroches im Südwesten und Westen.

## Bevölkerungsentwicklung
| Jahr                       | 1962 | 1968 | 1975 | 1982 | 1990 | 1999 | 2006 | 2012 | 2019 | 2022 |
| Einwohner                  | 2710 | 2712 | 2335 | 2123 | 2036 | 1923 | 1772 | 1626 | 1568 | 1591 |
| Quellen: Cassini und INSEE |      |      |      |      |      |      |      |      |      |      |

## Sehenswürdigkeiten
- Pfarrkirche Très-Sainte-Trinité, 1961 erbaut als Ersatz für die alte Kirche aus dem 18. Jahrhundert
- Ehemalige Kapelle Saint-Jean-Bosco aus dem Jahre 1960
- Schloss vom Anfang des 16. Jahrhunderts
- Ehemalige Wassermühle Caulre über dem Woigot aus dem 19. Jahrhundert als Spinnerei betrieben, später Schmiede, ab 1874 Getreidemühle

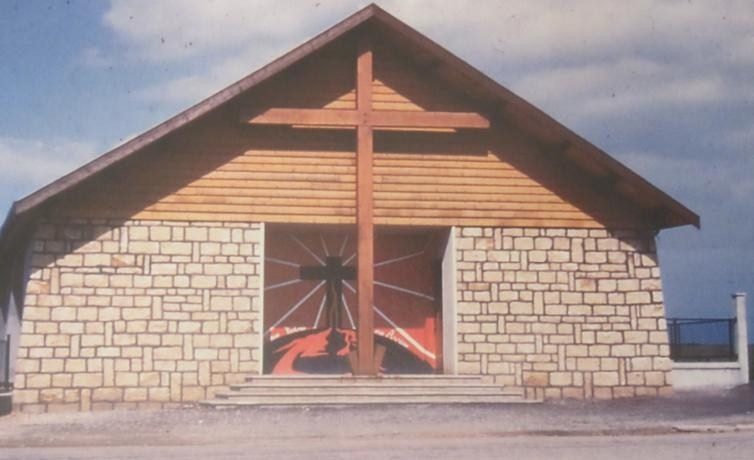
Kapelle Saint-Jean-Bosco
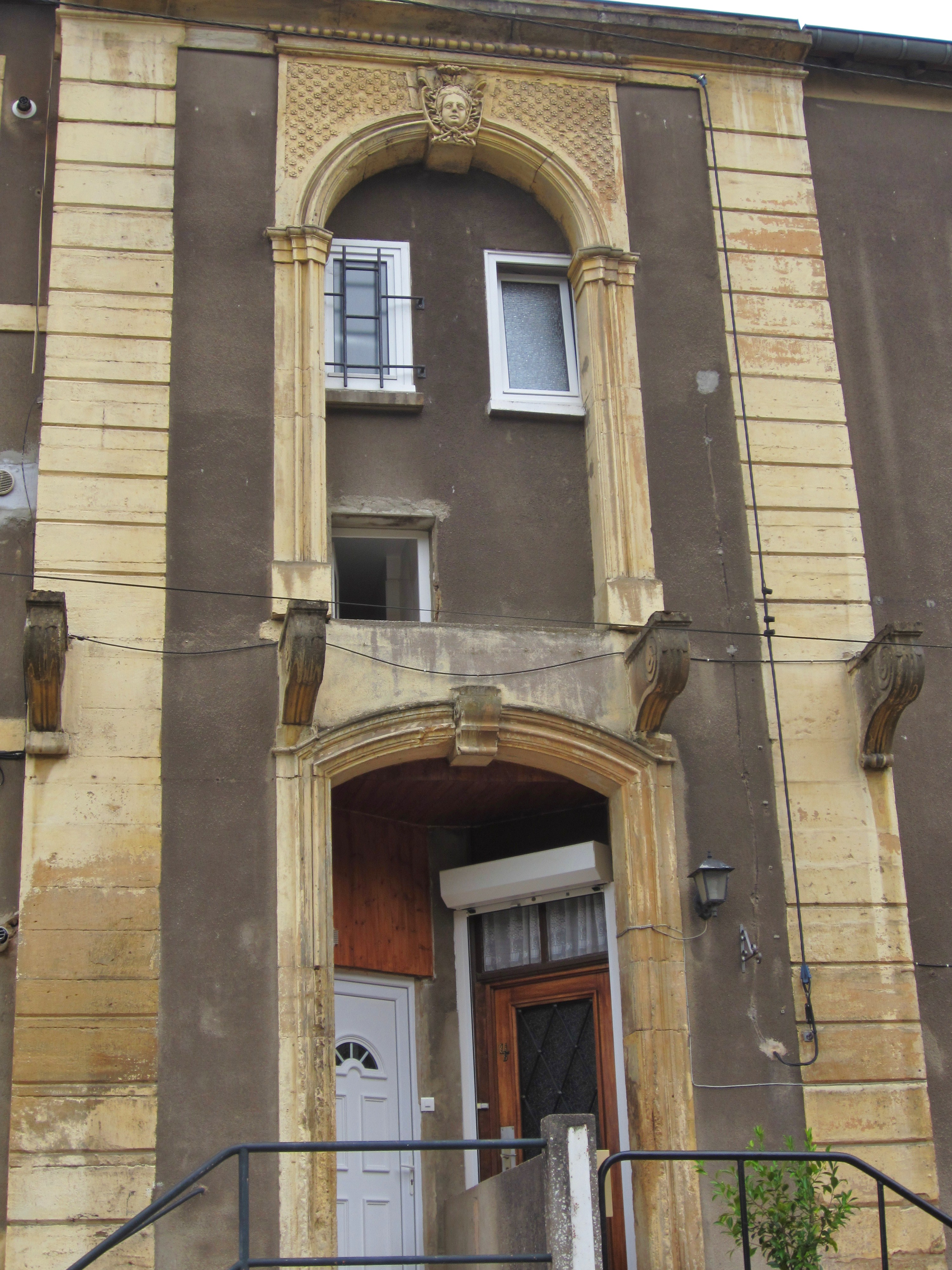
Portal des alten Schlosses

## Persönlichkeiten
- Amilcar Zannoni (1922–2009), italienischer Bildhauer, hier gestorben und bestattet